# BDParadisio
BDParadisio est un site web belge consacré à la bande dessinée créé en 1996 par Catherine Henry et Alexandre Beaudoux. Sa base de données comporte des milliers de fiches d'albums et de critiques. Site de référence jusqu'au début des années 2000, son activité a ensuite ralenti. Depuis début 2007, seul le forum est actif, mais l'ensemble des archives reste consultable.

## Coup de pouce aux jeunes auteurs
Les « Coups de pouce aux jeunes auteurs » permettaient à des auteurs non encore publiés de proposer leurs projets afin de trouver éventuellement un partenaire scénariste ou dessinateur et le cas échéant, une maison d'édition. Parmi les auteurs ayant signé chez un éditeur à la suite de leur publication sur le site on peut noter Xavier Duhayon, Patrick Cortès, Hervé Bourhis, Ricardo Manhaes, Tommy Redolfi, Xavier De Brettes Fabrice LeHénant et Henri Fabuel, Ian Dairin, Gilles Pascal[réf. nécessaire]...

## Le forum
Le forum est essentiellement un espace de discussion sur la bande dessinée. L'inscription pour y écrire est obligatoire, mais l'accès pour la lecture des sujets est libre.

### Documentation
- Nicolas Pothier, « Un coup de Paradisio », BoDoï, no 2,‎ octobre-novembre 1997, p. 59.

### Lien web
- BD Paradisio
- Archives du site